# Amaurobioides
Amaurobioides es un género de arañas araneomorfas de la familia Anyphaenidae. Se encuentra en Sudamérica, África y Oceanía.

## Especies
Según The World Spider Catalog 12.0:
- Amaurobioides africana Hewitt, 1917
- Amaurobioides chilensis (Nicolet, 1849)
- Amaurobioides isolata Hirst, 1993
- Amaurobioides litoralis Hickman, 1949
- Amaurobioides major Forster, 1970
- Amaurobioides maritima O. Pickard-Cambridge, 1883
- Amaurobioides minor Forster, 1970
- Amaurobioides pallida Forster, 1970
- Amaurobioides picuna Forster, 1970
- Amaurobioides piscator Hogg, 1909
- Amaurobioides pleta Forster, 1970
- Amaurobioides pohara Forster, 1970